# Роарінг-Крік Тауншип (округ Колумбія, Пенсільванія)
Роарінг-Крік Тауншип (англ. Roaring Creek Township) — селище (англ. township) в США, в окрузі Колумбія штату Пенсільванія. Населення — 556 осіб (2020).

## Демографія
Згідно з переписом 2010 року, у селищі мешкало 545 осіб у 222 домогосподарствах у складі 171 родини. Було 293 помешкання
Расовий склад населення:
| - 98,9 % — білих |

До двох чи більше рас належало 0,9 %. Частка іспаномовних становила 2,8 % від усіх жителів.
За віковим діапазоном населення розподілялося таким чином: 21,3 % — особи молодші 18 років, 60,5 % — особи у віці 18—64 років, 18,2 % — особи у віці 65 років та старші. Медіана віку мешканця становила 48,0 року. На 100 осіб жіночої статі у селищі припадало 99,6 чоловіків;  на 100 жінок у віці від 18 років та старших — 97,7 чоловіків також старших 18 років.
Середній дохід на одне домашнє господарство  становив 72 991 долар США (медіана — 53 409), а середній дохід на одну сім'ю — 84 218 доларів (медіана — 59 688). Медіана доходів становила 50 781 долар для чоловіків та 35 000 доларів для жінок. За межею бідності перебувало 7,0 % осіб, у тому числі 4,6 % дітей у віці до 18 років та 1,7 % осіб у віці 65 років та старших.
Цивільне працевлаштоване населення становило 298 осіб. Основні галузі зайнятості: освіта, охорона здоров'я та соціальна допомога — 27,2 %, виробництво — 19,5 %, роздрібна торгівля — 13,1 %, науковці, спеціалісти, менеджери — 9,4 %.